# 派因代爾紹爾斯 (阿拉巴馬州)
派因代爾紹爾斯（英語：Pinedale Shores）是一個位於美國阿拉巴馬州聖克萊爾縣的非建制地區。該地的面積和人口皆未知。

## 地理
派因代爾紹爾斯的座標為33°50′18″N 86°18′51″W / 33.83833°N 86.31417°W，而該地的平均海拔高度為176米（即577英尺）。